# Médaille pour l'héroïsme
La médaille pour l'héroïsme (en azéri : "İgidliyə görə" medalı) est une distinction honorifique de la république d'Azerbaïdjan. 

## Histoire
La médaille a été créée par la loi n° 370 du 10 novembre 1992. Son statut a été approuvé par la loi n° 607-IQ du 29 décembre 1998.

## Statut
La médaille est décernée à des personnalités pour leur héroïsme au combat, dans l'accomplissement de leur devoir militaire au péril de leur vie ou d'une tâche spéciale, ainsi que pour avoir sauvé une vie humaine alors que leur propre vie était en danger.